# آمینواسترها
آمینواسترها (انگلیسی: Amino esters) دسته ای از بی حس کننده های موضعی هستند که به خاطر وجود پیوند استری در آن ها به این نام شناخته می شوند. کوکائین، پروکائین، تتراکائین و بنزوکائین از جمله این دسته مواد هستند.